# Slag aan de Somme

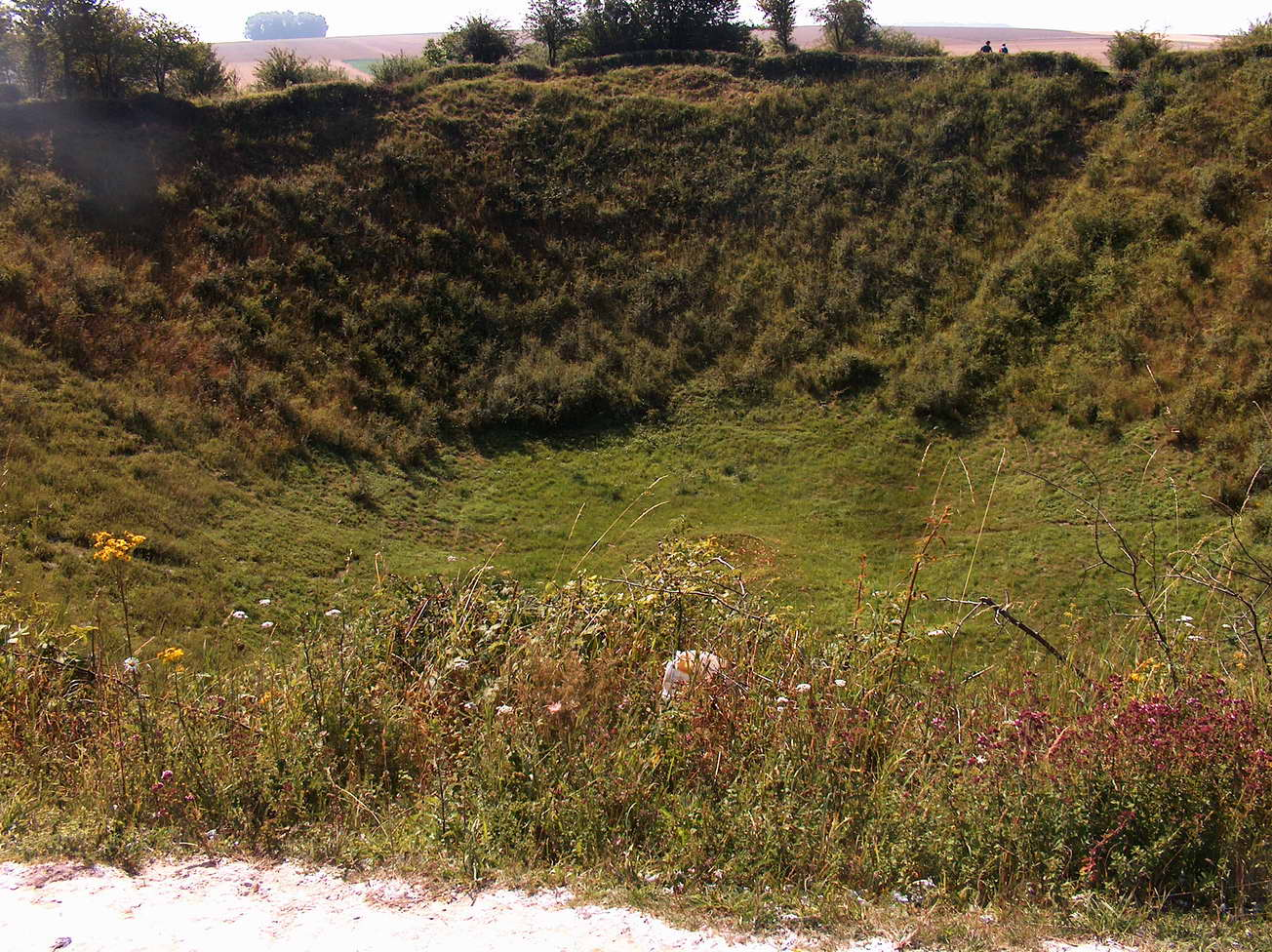
De Lochnagar Crater bij Ovillers-la-Boisselle, de krater heeft een doorsnede van ongeveer 100 meter en een diepte van 30 meter

De Slag aan de Somme was een grote slag tijdens de Eerste Wereldoorlog, waarbij meer dan een miljoen slachtoffers vielen.

## Wat voorafging
Na de eerste snelle opmars van het Duitse leger in augustus en september 1914 was de strijd tegen de winter vastgelopen in een loopgravenoorlog of stellingenoorlog.
Om een uitweg te forceren uit deze afschuwelijke patstelling probeerden de gezamenlijke Franse en Britse legers een doorbraak te forceren. Als plaats van handeling werd gekozen voor de glooiende hoogvlakte ten noorden van de rivier de Somme vlak bij de plaatsen Albert en Péronne, een goede 100 km ten noorden van de buitenwijken van Parijs.
Al voordat de geallieerde leiding eind 1915 had besloten tot deze actie was in het Verenigd Koninkrijk een organisatie op poten gezet waarbij een geheel nieuw leger van vrijwilligers werd opgebouwd. De opbouw van dit leger was al eind 1914 in gang gezet door minister van oorlog veldmaarschalk Kitchener. Het werd dan ook Kitchener's army (Kitcheners leger) genoemd of ook wel aangeduid als The New Armies.
De Duitsers probeerden ondertussen uit alle macht een doorbraak te forceren door bij Verdun het Franse leger te laten doodbloeden. De Franse legers leden hier zware verliezen en stonden op het punt te worden verslagen. (Zie Slag om Verdun.) De Franse legerleiding hoopte dan ook dat de langverwachte Britse tegenaanval het Franse leger wat ademruimte zou geven. De Britten wilden meer tijd tot voorbereiding hebben en vroegen de Fransen om uitstel maar deze stonden er op dat de afgesproken datum bleef gehandhaafd, ondanks het feit dat hun eigen bijdrage nog slechts gering kon zijn. De Britse aanval kreeg dus het karakter van een ontlastend offensief om te voorkomen dat het Franse leger in elkaar zou storten.

## Verloop van de slag
Op 24 juni 1916 begon een vrijwel onafgebroken bombardement op de Duitse linies door 1437 kanonnen, houwitsers en mortieren. In totaal werden meer dan 1.500.000 granaten afgeschoten. Op 1 juli 1916, om exact 07.30 uur, werd het sein gegeven voor de aanval. Enige minuten daarvoor werden ondertunnelde Duitse posities met mijnen van 23 ton opgeblazen. Deze tunnels waren in de maanden voorafgaand hieraan onder moeilijke omstandigheden uitgegraven door speciaal daarvoor opgerichte eenheden.
Over een breedte van dertig kilometer klommen 140.000 geallieerde soldaten uit hun loopgraven en liepen in de richting van de Duitse loopgraven. Veertien divisies van het Vierde Leger onder generaal Henry Rawlinson en twee divisies van het Derde leger bevonden zich tegenover slechts drie Duitse divisies. Aan de rechterflank nam een Frans korps deel aan de aanval. De Duitsers hadden drie grote loopgraafsystemen achter elkaar aangelegd. Het geallieerde doel was de eerste dag het eerste systeem te nemen.
Het lange bombardement - een idee van Rawlinson waar Douglas Haig bezwaren tegen had - was bedoeld om de Duitse loopgraven te vernietigen en het prikkeldraad in het tussenliggende niemandsland te vernielen. Het bleek echter om vele redenen een grote vergissing:
- De Duitsers hadden zich beter en dieper ingegraven dan verwacht - de Britten hadden slechts 34 zware houwitsers die in staat waren de harde kalkgrond te doorboren;
- Een belangrijk deel van de granaten was gericht op de tweede Duitse loopgraaf, te ver weg dus;
- Veel granaten waren blindgangers;
- Het lukte niet de Duitse artillerie uit te schakelen;
- Het Britse bombardement stopte enkele minuten voor aanvang van de aanval. Men hoopte dat de Duitsers nog een tijd in dekking zouden blijven, maar dat bleek onjuist: ze betrokken onmiddellijk hun stellingen;
- Verschillende mijnen explodeerden of te vroeg - zodat de Duitsers gewaarschuwd werden - of te laat - zodat de eigen troepen bedolven werden;
- De aanval vond niet tijdens de ochtendschemering plaats maar in vol daglicht;
- Het prikkeldraad was - ondanks het feit dat ongeveer de halve munitievoorraad besteed was aan het vernietigen ervan - nagenoeg ongeschonden zodat dit de soldaten ernstig hinderde;
- Door de bombardementen was het gebied extra moeilijk begaanbaar;
- De soldaten droegen elk zo'n 30 kilo aan wapens en bepakking;
- Omdat men geen tegenstand verwachtte, gingen de soldaten lopend en in gesloten formatie naar voren, verdeeld in vele aanvalsgolven - ook dit had Haig overigens afgeraden.
- Het bombardement werd nog eens twee dagen gerekt omdat de aanval wegens hevige regenval moest worden uitgesteld. De eindfase was hierdoor minder intensief.

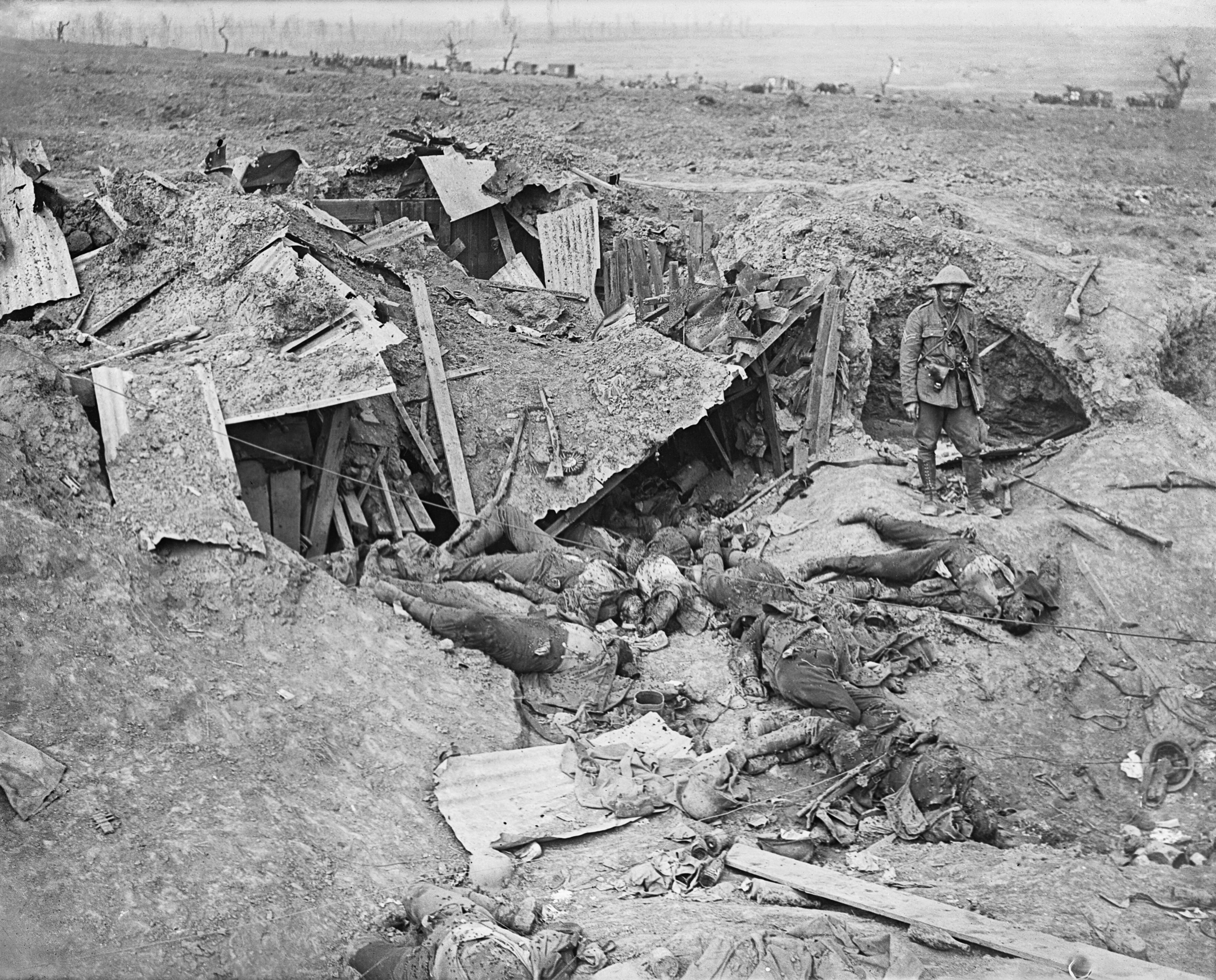
Overblijfselen van een Duitse machinegeweerpost tijdens de slag

Het resultaat was een slachting. Op de eerste dag verloren de geallieerden 60.000 soldaten aan doden en gewonden, waarvan 30.000 in het eerste uur van de aanval. Op de meeste plaatsen lukte het niet eens om het niemandsland over te steken. Voor de Britten zijn de exacte verliescijfers van de eerste dag bekend: 19.240 doden, 35.493 gewonden, 2152 vermisten en 585 krijgsgevangenen, in totaal 57.470 man. Het Britse leger verloor op deze dag meer soldaten dan in welke andere veldslag in zijn geschiedenis. De Duitsers die, qua manschappen, zeven keer zo zwak waren, hadden ook maar een zevende van die verliezen: 8.000 man.
De legerleiding weigerde het falen van de actie in te zien en de strijd ging nog drie maanden door. Tegen het invallen van de winter was slechts een honderdtal vierkante kilometers veroverd ten koste van onnoemelijk vele mensenlevens. Pas op 18 november 1916 staakte de geallieerde legerleiding de aanval. De tol was hoog: Het Verenigd Koninkrijk verloor 420.000 manschappen, Frankrijk 200.000 en Duitsland 450.000, totaal 1.070.000 man.
Op dit slagveld werden op 15 september 1916 voor het eerst tanks ingezet. Van de 49 Britse Mark I-tanks bereikten slechts 36 stuks de frontlijn en de meeste daarvan staakten de strijd al snel.

## Locatie
Het slagveld bevindt zich ruwweg in de driehoek gevormd door de Franse steden Albert, Bapaume en Péronne. In dit gebied zijn heden ten dage vele herinneringen aan de slag te vinden. Er zijn vele tientallen (zeer goed onderhouden) begraafplaatsen met herinneringen aan honderdduizenden soldaten van alle betrokken nationaliteiten. Nog regelmatig worden voorwerpen gevonden die afkomstig zijn uit deze periode. Hieronder zijn vele onontplofte, en daardoor levensgevaarlijke, granaten.

## Bekende soldaten
- Adolf Hitler was een van de soldaten bij de Slag aan de Somme. Hij liep tijdens deze slag een verwonding op aan zijn linker dijbeen. Hij was geraakt door een scherf van een granaat die ontplofte naast zijn schuttersput.
- J.R.R. Tolkien was tijdens de Slag aan de Somme verbindingsofficier voor het Britse leger.
- Arnold Ridley diende tijdens de slag aan de Somme bij het Britse leger en liep er meerdere ernstige verwondingen op. Ridley werd in Nederland en Vlaanderen vooral bekend door zijn rol van de bejaarde soldaat Charles Godfrey in Dad's Army (Daar komen de schutters).
- Norbert Elias deed als 18-jarige telegrafist dienst aan Duitse zijde en werd getraumatiseerd teruggestuurd naar zijn vaderstad Breslau.
- Fernand Léger vocht mee aan Franse zijde. “Het kubisme begint in de loopgraven”, schreef hij in een brief van het front.
- Otto Dix vocht mee aan Duitse zijde. Zijn oorlogservaringen hadden een grote invloed op zijn werk.